# Departamento de Junín (kommun i Argentina, Mendoza)
Departamento de Junín är en kommun i Argentina.   Den ligger i provinsen Mendoza, i den centrala delen av landet, 1 000 km väster om huvudstaden Buenos Aires. Antalet invånare är 37 859. Arean är 263 kvadratkilometer.
Terrängen i Departamento de Junín är platt.
Runt Departamento de Junín är det i huvudsak tätbebyggt. Runt Departamento de Junín är det ganska tätbefolkat, med 139 invånare per kvadratkilometer.